# Hemiculter bleekeri
Hemiculter bleekeri — прісноводна риба помірного поясу, що належить родини Xenocyprididae. Раніше зараховувалась до підродини Cultrinae родини Коропові (Cyprinidae). Вона поширена в басейні річок Амур, Янцзи і Хуанхе в Китаї. Описав її в 1887 році російський вчений Микола Варпаховський.
Риба виростає до 17 сантиметрів завдовжки. Її раціон складається передусім з водоростей і детриту.